# Kamoenai
Kamoenai (japanska: 神恵内村?, Kamoenai-mura) är en landskommun (by) i Hokkaido prefektur i Japan.    